# Ute Wardenga
Ute Wardenga (* 6. Mai 1957 in Geislingen an der Steige) ist eine deutsche Geographin. Wardenga arbeitet zur Geschichte und Theorie der Geographie und Kartographie und im Feld der Global Studies. Gleichermaßen von Bedeutung für die Geographie als Wissenschaft wie für den Geographieunterricht sind Wardengas Beiträge zu den Raumkonzepten in der Geographie. Vor allem hat sie zu einer Ausdifferenzierung der Kategorie „Konstruktivismus“ mit Blick auf räumliche Konzepte beigetragen.

## Leben
Nach einem Studium der Fächer Geographie, Geschichte, Pädagogik an der Universität Frankfurt/Main und an der Universität Münster schloss Ute Wardenga mit einem Staatsexamen ab und arbeitete im Anschluss bis 1996 als Wissenschaftliche Mitarbeiterin an der Universität Münster. 1991 promovierte sie dort zum Thema „Geographie als Chorologie: zur Genese und Struktur von Alfred Hettners Konstrukt der Geographie“. 1996 wechselte sie an das Leibniz-Institut für Länderkunde (IfL) in Leipzig. Dort ist sie seit 2001 Leiterin der Abteilung Theorie, Methodik und Geschichte der Geographie und des Forschungsbereiches Historische Geographien. Seit März 2012 ist sie außerdem Honorarprofessorin für Global Studies an der Universität Leipzig. 2021 wurde sie als erste Frau zur neuen Präsidentin der Deutschen Gesellschaft für Geographie (DGfG) gewählt.

## Forschungsfelder (Auswahl)

### Geschichte und Theorie der Geographie
Im Rahmen ihrer Forschung zur Geschichte und Theorie der Geographie und Kartographie hat Wardenga Beiträge geleistet, die im Kontext der Postcolonial Studies stehen, u. a. in folgenden Projekten:
- Europäisches und Afrikanisches Raumwissen: Auswertung von Schriften und anderen Archivdaten mit dem Ergebnis, dass die „moderne“ Karte von Afrika nicht allein auf europäischen Beobachtungen und Techniken, sondern in erheblichem Umfang auf afrikanischem Wissen beruht. Die meisten europäischen Afrikareisenden teilten dabei die Vorstellung von Afrika als einem „leeren“ Raum und glaubten, der Kontinent könne erst durch europäische „Entdeckung“ zur Existenz gebracht werden.[6][7]
- Digitaler Atlas politischer Raumbilder zu Ostmitteleuropa im 20. Jahrhundert – DAPRO: Untersuchung der Wirksamkeit von Raumbildern für politisches Urteilen und Handeln in Bezug auf die Region Ostmitteleuropa, das durch Grenzverschiebungen, ethnische und konfessionelle Gemengelagen, Minderheitenkonflikte, konkurrierende Raumvorstellungen, raumwirksame ideologische Bruchlinien sowie durch die dynamische Neukonfigurierung der räumlichen Verhältnisse seit 1989 vielfältig geprägt wurde, mit Blick auf die Visualisierung von Raumbildern in transnationalen Zusammenhängen.[8]

### Raumbegriffe der Geographie
Als Geographiehistorikerin hat Wardenga wesentlich dazu beigetragen, die vier Raumbegriffe „Raum als Container“, „Raum als System von Lagebeziehungen“, „Raum als Kategorie der Sinneswahrnehmung“ und „Raum als Konstruktion“ im Verlauf ihrer Entstehung, der Verwendung und der Auswirkungen auf Raumentscheidungen zu rekonstruieren innerhalb verschiedener Projekte, u. a.:
- Raumsemantiken im 19. und 20. Jahrhundert: Auswertungen der Zeitschriften von rund 30 Geographischen Gesellschaften an, die zwischen 1821 und 1914 in Europa, Nord- und Südamerika, Ostasien, Nordafrika und Australien erschienen sind.[10][11]
- „Unser Feld ist die Welt“: Geographische Gesellschaften 1821–1914 im internationalen Vergleich: Untersuchung, wie und warum Geographische Gesellschaften zur Konfiguration neuer Raumformate und Raumordnungen beitrugen und so die Art und Weise, wie raumbezogenes Wissen gewonnen und vermittelt wurde, beeinflussten.[12][13]

## Gremienarbeit
- Präsidentin der Deutschen Gesellschaft für Geographie e.V. (seit Januar 2022)
- Fachgutachterin der Alexander von Humboldt-Stiftung (seit August 2017)
- Mitglied im Fachkollegium 317 „Geographie“ der Deutschen Forschungsgemeinschaft
- Korrespondierendes Mitglied der Akademie für Raumforschung und Landesplanung – Leibniz-Forum für Raumwissenschaften
- Mitglied im Editorial Board von: Sozialgeographie kompakt – Geographica Helvetica – Fennia
- Beisitzerin im Vorstand des Fachverbandes CrossArea e.V.
- Mitglied im Vorstand der Graduate School „Global and Area Studies“ an der Universität Leipzig

## Schriften (Auswahl)

### Monographien
- Wardenga, Ute (1995): Geographie als Chorologie. Zugl. Diss., 1991, Univ. Münster (Westfalen). Steiner: Stuttgart.
- Grimm, Frank-Dieter; Wardenga, Ute (2001): Zur Entwicklung des länderkundlichen Ansatzes. Leipzig: Inst. für Länderkunde: Leipzig.
- Wardenga, Ute, Norman Henniges, Heinz Peter Brogiato und Bruno Schelhaas (2011): Der Verband deutscher Berufsgeographen 1950–1979: Eine sozialgeschichtliche Studie zur Frühphase des DVAG. Leibniz-Inst. für Länderkunde: Leipzig.

### Aufsätze
- Wardenga, Ute (2002): Räume in der Geographie. Zu Raumbegriffen im Geographieunterricht. In: Wissenschaftliche Nachrichten 120, S. 47–52.
- Wardenga, Ute (2005): Die Erde im Buch: geographische Länderkunde um 1900. In: Schröder, Iris und Sabine Höhler (Hg.): Welt-Räume: Geschichte, Geographie und Globalisierung seit 1900. Campus Verl.: Frankfurt [u. a.], S. 120–144.
- Wardenga, Ute (2006): Raum- und Kulturbegriffe in der Geographie. In: Dickel, Mirka und Detlef Kanwischer (Hg.): TatOrte: neue Raumkonzepte didaktisch inszeniert. LIT: Münster, S. 21–47.
- Wardenga, Ute (2007): Ferdinand von Richthofen and the development of German geography. In: Die Erde 138 (4), S. 313–332.
- Georg, Maximilian; Wardenga, Ute (2020): “Our Field Is the World”: Geographical Societies in International Comparison, 1821–1914. In: Bruno Schelhaas, Federico Ferretti, André Reyes Novaes und Marcella Di Schmidt Friedberg (Hg.): Decolonising and Internationalising Geography. Cham: Springer International Publishing, S. 67–79.
- Wardenga, Ute (2019): Geographische Gesellschaften als Pioniere nationaler und kolonialer Raumordnungen. In: Geographische Rundschau / Deutscher Kolonialismus, S. 10–14.
- Wardenga, Ute (2021): Kiel 1969: Ein quellenkritischer Blick auf Tradierungsprozesse als „Arbeit am Mythos“. In: Geographica Helvetica 76 (3), S. 299–303. DOI:10.5194/gh-76-299-2021.

### Herausgeberschaften
- Wardenga, Ute (Hg.) (1995): Kontinuität und Diskontinuität der deutschen Geographie in Umbruchphasen. Studien zur Geschichte der Geographie. Münster: Inst. für Geographie.
- Wardenga, Ute (Hg.) (2010): Demographischer Wandel und Stadtentwicklung. Leipzig: Selbstverl. Dt. Akad. für Landeskunde.
- Wardenga, Ute (Hg.) (2010): Junge Menschen und Raum. Leipzig: Selbstverl. Dt. Akad. für Landeskunde.
- Wardenga, Ute (Hg.) (2011): Geschlechtsspezifische Migration. Leipzig: Selbstverl. Dt. Akad. für Landeskunde.
- Wardenga, Ute (Hg.) (2012): Netzwerkanalyse Humangeographie. Leipzig: Dt. Akad. für Landeskunde.
- Kenkmann, Alfons; Sander, Wolfgang; Wardenga, Ute (Hg.) (2017): Zwischenberichte der Deutsch-Israelischen Schulbuchkommission. Braunschweig: Georg-Eckert-Institut für internationale Schulbuchforschung.
- Möhring, Maren; Wardenga, Ute; Pisarz-Ramírez, Gabriele (Hg.) (2019): Imaginationen. De Gruyter Oldenbourg. Berlin: De Gruyter Oldenbourg.
- Rückert, Peter; Höhnke M.A, Claudia; Kleefeld, Klaus-Dieter; Burggraaff, Peter; Gringmuth-Dallmer, Eike; Augstein, Melanie et al. (2021): Landschaft, Region, Identität. Hg. v. Ulrich Harteisen, Matthias Hardt, Andreas Dix, Haik Thomas Porada und Ute Wardenga. Darmstadt: wbg Academic.